# Carina Mejías Sánchez
María Caridad Mejías Sánchez (Barcelona, 19 de juny de 1964), més coneguda com a Carina Mejías és una política catalana.
Va ser diputada al Parlament de Catalunya pel Partit Popular entre 1999 i 2003 i entre 2006 i 2010 i pel Grup Parlamentari de Ciutadans - Partit de la Ciutadania des de 2012. També ha sigut regidora a l'Ajuntament de Barcelona per Ciutadans. El 2023 és candidata número dos a la llista de Vox per Barcelona pels comicis del 23-J.

## Activitat professional
Llicenciada en Dret per la Universitat de Barcelona i diplomada en Estudis Avançats DEA, exerceix d'advocada des del 1991, com a procuradora dels tribunals.

## Activitat política
El 1989 es va afiliar a Noves Generacions del Partit Popular (PP) i el 1991, al PP. Fou secretària executiva de Política Sectorial del Partit Popular de Catalunya (PPC). Ha estat escollida regidora a l'Ajuntament de Barcelona i diputada a les eleccions al Parlament de Catalunya de 1999 i de 2006. Entre el 2007 i el 2010 va ser la portaveu del PPC al Parlament.
El 15 d'octubre del 2012 es presentà com a independent al procés de primàries de Ciutadans i fou escollida número 3 per Barcelona per a les eleccions al Parlament de Catalunya de 2012.
El desembre de 2014 es va anunciar que seria la candidata del partit a les eleccions municipals de 2015 a l'Ajuntament de Barcelona. El 2020 es va donar de baixa de Ciutadans per discrepàncies amb el partit en relació al suport del mateix al Govern espanyol durant la pandèmia del coronavirus. El 2023 va ser candidata de Vox a les eleccions generals al Congrés del Diputats.